# Jāmeh Shūrān
Jāmeh Shūrān (persiska: جامه شوران, جَمِه شوراءو) är en ort i Iran.   Den ligger i provinsen Kurdistan, i den nordvästra delen av landet, 400 km väster om huvudstaden Teheran. Jāmeh Shūrān ligger 2 019 meter över havet och antalet invånare är 320.
Terrängen runt Jāmeh Shūrān är huvudsakligen kuperad, men norrut är den platt.Runt Jāmeh Shūrān är det ganska tätbefolkat, med 72 invånare per kvadratkilometer. Närmaste större samhälle är Qorveh, 16,7 km öster om Jāmeh Shūrān. Trakten runt Jāmeh Shūrān består i huvudsak av gräsmarker.